# Justyna Łacny
Justyna Łacny – polska prawnik, doktor habilitowana nauk prawnych, specjalizująca się w prawie europejskim. Profesor Wydziału Administracji i Nauk Społecznych Politechniki Warszawskiej oraz ekspert ds. legislacji w Biurze Analiz Sejmowych Kancelarii Sejmu.

## Życiorys
W 2000 ukończyła studia prawnicze na Wydziale Prawa i Administracji Uniwersytetu Wrocławskiego, a ponadto w 2002 studia podyplomowe w Centrum Europejskim Uniwersytetu Warszawskiego z dziedziny integracji europejskiej. Doktoryzowała się w 2009 w Instytucie Nauk Prawnych Polskiej Akademii Nauk, pisząc pracę zatytułowaną Instrumenty ochrony interesów finansowych Unii Europejskiej w dziedzinie polityki regionalnej przygotowaną pod kierunkiem Władysława Andrzeja Czaplińskiego, a w 2017 uzyskała habilitację w oparciu o monografię pt. Korekty finansowe nakładane przez Komisję Europejską na państwa członkowskie za niezgodne z prawem wydatkowanie funduszy Unii Europejskiej. 
W latach 2004–2017 pracowała w Instytucie Nauk Prawnych PAN, początkowo na stanowisku asystenta, a od 2009 jako adiunkt. Kierowała tam pracami Zakładu Prawa Europejskiego. W 2009 objęła stanowisko eksperta ds. legislacji w Biurze Analiz Sejmowych Kancelarii Sejmu. Została zatrudniona jako profesor uczelni na Wydziale Administracji i Nauk Społecznych Politechniki Warszawskiej, pełniła na nim też funkcję prodziekana ds. nauki. Działalność naukowa Justyny Łacny dotyczy przede wszystkim prawa Unii Europejskiej, w tym prawa instytucjonalnego oraz administracyjnego UE, swobód rynku wewnętrznego, mechanizmów egzekwowania prawa UE, zagadnień związanych z naruszaniem zasady praworządności przez państwa UE, a także funduszy UE i ochrony jej interesów finansowych. Jest również adwokatem w Okręgowej Radzie Adwokackiej w Warszawie. 